# Giro Next Gen 2024
Il Giro Next Gen 2024, quarantasettesima edizione della corsa, valido come evento dell'UCI Europe Tour 2024 categoria 2.2U, si svolse in otto tappe dal 9 al 16 giugno 2024, su un percorso di 1 015,8 km con partenza da Aosta e arrivo a Forlimpopoli in Italia. La vittoria fu appannaggio del belga Jarno Widar, il quale completò il percorso in 25h24'13", precedendo gli spagnoli Pablo Torres e Pau Martí.

## Tappe
| Tappa  | Data      | Percorso                                     | km      | Vincitore di tappa     | Leader cl. generale |
| ------ | --------- | -------------------------------------------- | ------- | ---------------------- | ------------------- |
| 1ª     | 9 giugno  | Aosta > Aosta (cron. individuale)            | 8,8     | Jakob Söderqvist       | Jakob Söderqvist    |
| 2ª     | 10 giugno | Aymavilles > Saint-Vincent                   | 107     | Paul Magnier           | Paul Magnier        |
| 3ª     | 11 giugno | Verrès > Pian della Mussa                    | 131     | Jarno Widar            | Jarno Widar         |
| 4ª     | 12 giugno | Pertusio > Borgomanero                       | 139     | Paul Magnier           | Jarno Widar         |
| 5ª     | 13 giugno | Bergamo (Kilometro rosso) > Cremona          | 138     | Steffen De Schuyteneer | Jarno Widar         |
| 6ª     | 14 giugno | Borgo Virgilio > Fosse (Sant'Anna d'Alfaedo) | 160     | Jarno Widar            | Jarno Widar         |
| 7ª     | 15 giugno | Montegrotto Terme > Zocca                    | 180     | Huub Artz              | Jarno Widar         |
| 8ª     | 16 giugno | Cesena > Forlimpopoli                        | 137     | Matthew Brennan        | Jarno Widar         |
| Totale | Totale    | Totale                                       | 1 055,4 |                        |                     |

## Squadre e corridori partecipanti
Hanno partecipato 174 ciclisti di 19 squadre
| N.      | Cod. | Squadra                            |
| ------- | ---- | ---------------------------------- |
| 1-6     | SQD  | Soudal Quick-Step Devo Team        |
| 11-16   | ---  | Campana Imball. Geo&Tex Trentino   |
| 21-26   | ---  | Arvedi Cycling                     |
| 31-36   | AQD  | Astana Qazaqstan DT                |
| 41-46   | BIE  | Biesse-Carrera                     |
| 51-56   | CTF  | CTF Victorious                     |
| 61-66   | DAD  | Decathlon AG2R La Mondiale DT      |
| 71-76   | GEF  | General Store-Essegibi-F.lli Curia |
| 81-86   | GES  | GW Erco Shimano                    |
| 91-96   | HBJ  | Hagens Berman Jayco                |
| 101-106 | ICA  | Israel Premier Tech Academy        |
| 111-116 | LTF  | Lidl-Trek Future Racing            |
| 121-126 | LDD  | Lotto Dstny Development Team       |
| 131-136 | MGK  | MG.K Vis Colors for Peace          |
| 141-146 | ITA  | Nazionale italiana                 |

| N.      | Cod. | Squadra                              |
| ------- | ---- | ------------------------------------ |
| 151-156 | PTL  | Petrolike                            |
| 161-166 | RME  | Rime                                 |
| 171-176 | LKH  | Team Lotto-Kern Haus PSD Bank        |
| 181-186 | MBH  | Team MBH Bank Colpack Ballan         |
| 191-196 | ---  | Team Polti Kometa U23                |
| 201-206 | TER  | Team Technipes#InEmiliaRomagna       |
| 211-216 | VLD  | Team Visma-Lease a Bike Devo         |
| 221-226 | TRI  | Trinity Racing                       |
| 231-236 | TUU  | Tudor Pro Cycling Team U23           |
| 241-246 | ---  | U.C. Trevigiani Energiapura Marchiol |
| 251-256 | UAZ  | UAE Team Emirates Gen-Z              |
| 261-266 | VBF  | VF Group-Bardiani CSF-Faizanè        |
| 271-276 | WRT  | Wanty-ReUz-Technord                  |
| 281-286 | ZEF  | Zalf Euromobil Fior                  |

## Dettagli delle tappe

### 1ª tappa
- 9 giugno: Aosta > Aosta - Cronometro individuale - 8,8 km

Risultati
| Pos. | Corridore           | Squadra   | Tempo  |
| ---- | ------------------- | --------- | ------ |
| 1    | Jakob Söderqvist    | Lidl FR   | 10'49" |
| 2    | A. Raccagni Noviero | Soudal DT | a 7"   |
| 3    | Fabian Weiss        | Tudor U23 | a 10"  |

| Pos. | Corridore           | Squadra   | Tempo  |
| ---- | ------------------- | --------- | ------ |
| 1    | Jakob Söderqvist    | Lidl FR   | 10'49" |
| 2    | A. Raccagni Noviero | Soudal DT | a 6"   |
| 3    | Fabian Weiss        | Tudor U23 | a 9"   |

### 2ª tappa
- 10 giugno: Aymavilles > Saint-Vincent - 105 km

Risultati
| Pos. | Corridore        | Squadra   | Tempo    |
| ---- | ---------------- | --------- | -------- |
| 1    | Paul Magnier     | Soudal DT | 2h28'40" |
| 2    | Lorenzo Conforti | VF Group  | s.t.     |
| 3    | Gal Glivar       | UAE Gen-Z | s.t.     |

| Pos. | Corridore           | Squadra   | Tempo    |
| ---- | ------------------- | --------- | -------- |
| 1    | Paul Magnier        | Soudal DT | 2h39'28" |
| 2    | A. Raccagni Noviero | Soudal DT | a 7"     |
| 3    | Jakob Söderqvist    | Lidl FR   | a 14"    |

### 3ª tappa
- 11 giugno: Verrès > Pian della Mussa - 134 km

Risultati
| Pos. | Corridore        | Squadra   | Tempo    |
| ---- | ---------------- | --------- | -------- |
| 1    | Jarno Widar      | Lotto DT  | 3h47'40" |
| 2    | Wouter Toussaint | Wanty     | a 21"    |
| 3    | Mathys Rondel    | Tudor U23 | s.t.     |

| Pos. | Corridore     | Squadra   | Tempo    |
| ---- | ------------- | --------- | -------- |
| 1    | Jarno Widar   | Lotto DT  | 6h27'20" |
| 2    | Mathys Rondel | Tudor U23 | a 34"    |
| 3    | Pablo Torres  | UAE Gen-Z | a 47"    |

### 4ª tappa
- 12 giugno: Pertusio > Borgomanero - 139 km

Risultati
| Pos. | Corridore           | Squadra   | Tempo    |
| ---- | ------------------- | --------- | -------- |
| 1    | Paul Magnier        | Soudal DT | 3h02'43" |
| 2    | Tim Torn Teutenberg | Lidl FR   | s.t.     |
| 3    | Andrea D'Amato      | Biesse    | s.t.     |

| Pos. | Corridore     | Squadra   | Tempo    |
| ---- | ------------- | --------- | -------- |
| 1    | Jarno Widar   | Lotto DT  | 9h30'03" |
| 2    | Mathys Rondel | Tudor U23 | a 34"    |
| 3    | Pablo Torres  | UAE Gen-Z | a 47"    |

### 5ª tappa
- 13 giugno: Bergamo (Kilometro rosso) > Cremona - 138 km

Risultati
| Pos. | Corridore           | Squadra  | Tempo    |
| ---- | ------------------- | -------- | -------- |
| 1    | S. De Schuyteneer   | Lotto DT | 2h56'53" |
| 2    | Tim Torn Teutenberg | Lidl FR  | s.t.     |
| 3    | Lorenzo Conforti    | VF Group | s.t.     |

| Pos. | Corridore     | Squadra   | Tempo     |
| ---- | ------------- | --------- | --------- |
| 1    | Jarno Widar   | Lotto DT  | 12h26'56" |
| 2    | Mathys Rondel | Tudor U23 | a 34"     |
| 3    | Pablo Torres  | UAE Gen-Z | a 47"     |

### 6ª tappa
- 14 giugno: Borgo Virgilio > Fosse (Sant'Anna d'Alfaedo) - 172 km

Risultati
| Pos. | Corridore    | Squadra    | Tempo    |
| ---- | ------------ | ---------- | -------- |
| 1    | Jarno Widar  | Lotto DT   | 4h16'46" |
| 2    | Pablo Torres | UAE Gen-Z  | a 1"     |
| 3    | Pau Martí    | Israel Ac. | s.t.     |

| Pos. | Corridore     | Squadra   | Tempo     |
| ---- | ------------- | --------- | --------- |
| 1    | Jarno Widar   | Lotto DT  | 16h43'32" |
| 2    | Pablo Torres  | UAE Gen-Z | a 52"     |
| 3    | Mathys Rondel | Tudor U23 | a 58"     |

### 7ª tappa
- 15 giugno: Montegrotto Terme > Zocca - 182 km

Risultati
| Pos. | Corridore         | Squadra | Tempo    |
| ---- | ----------------- | ------- | -------- |
| 1    | Huub Artz         | Wanty   | 3h58'34" |
| 2    | Callum Thornley   | Trinity | a 25"    |
| 3    | Samuele Privitera | Hagens  | a 48"    |

| Pos. | Corridore     | Squadra   | Tempo     |
| ---- | ------------- | --------- | --------- |
| 1    | Jarno Widar   | Lotto DT  | 20h44'32" |
| 2    | Pablo Torres  | UAE Gen-Z | a 52"     |
| 3    | Mathys Rondel | Tudor U23 | a 58"     |

### 8ª tappa
- 16 giugno: Cesena > Forlimpopoli - 137 km

Risultati
| Pos. | Corridore       | Squadra    | Tempo    |
| ---- | --------------- | ---------- | -------- |
| 1    | Matthew Brennan | Visma Devo | 3h16'16" |
| 2    | Niklas Behrens  | Lidl FR    | s.t.     |
| 3    | Luca Paletti    | VF Group   | s.t.     |

| Pos. | Corridore    | Squadra    | Tempo     |
| ---- | ------------ | ---------- | --------- |
| 1    | Jarno Widar  | Lotto DT   | 24h01'09" |
| 2    | Pablo Torres | UAE Gen-Z  | a 52"     |
| 3    | Pau Martí    | Israel Ac. | a 58"     |

## Evoluzione delle classifiche[3]
| Tappa              | Vincitore              | Classifica generale Maglia rosa | Classifica a punti Maglia rossa | Classifica scalatori Maglia azzurra | Classifica giovani Maglia bianca | Classifica italiani Maglia tricolore | Classifica a squadre          |
| ------------------ | ---------------------- | ------------------------------- | ------------------------------- | ----------------------------------- | -------------------------------- | ------------------------------------ | ----------------------------- |
| 1ª                 | Jakob Söderqvist       | Jakob Söderqvist                | Jakob Söderqvist                | Jakob Söderqvist                    | Jarno Widar                      | Andrea Raccagni Noviero              | Soudal Quick-Step Devo Team   |
| 2ª                 | Paul Magnier           | Paul Magnier                    | Paul Magnier                    | Fabian Weiss                        | Jarno Widar                      | Andrea Raccagni Noviero              | Soudal Quick-Step Devo Team   |
| 3ª                 | Jarno Widar            | Jarno Widar                     | Paul Magnier                    | Jarno Widar                         | Jarno Widar                      | Florian Kajamini                     | VF Group-Bardiani CSF-Faizanè |
| 4ª                 | Paul Magnier           | Jarno Widar                     | Paul Magnier                    | Jarno Widar                         | Jarno Widar                      | Florian Kajamini                     | VF Group-Bardiani CSF-Faizanè |
| 5ª                 | Steffen De Schuyteneer | Jarno Widar                     | Paul Magnier                    | Jarno Widar                         | Jarno Widar                      | Florian Kajamini                     | VF Group-Bardiani CSF-Faizanè |
| 6ª                 | Jarno Widar            | Jarno Widar                     | Paul Magnier                    | Jarno Widar                         | Jarno Widar                      | Florian Kajamini                     | VF Group-Bardiani CSF-Faizanè |
| 7ª                 | Huub Artz              | Jarno Widar                     | Paul Magnier                    | Jarno Widar                         | Jarno Widar                      | Florian Kajamini                     | VF Group-Bardiani CSF-Faizanè |
| 8ª                 | Matthew Brennan        | Jarno Widar                     | Paul Magnier                    | Lorenzo Nespoli                     | Jarno Widar                      | Florian Kajamini                     | VF Group-Bardiani CSF-Faizanè |
| Classifiche finali | Classifiche finali     | Jarno Widar                     | Paul Magnier                    | Lorenzo Nespoli                     | Jarno Widar                      | Florian Kajamini                     | VF Group-Bardiani CSF-Faizanè |

Maglie indossate da altri ciclisti in caso di due o più maglie vinte
- Nella 2ª tappa Paul Magnier ha indossato la maglia rossa al posto di Jakob Söderqvist e Fabian Weiss ha indossato quella azzurra al posto di Jakob Söderqvist

## Classifiche finali

### Classifica generale - Maglia rosa
| Pos. | Corridore            | Squadra    | Tempo     |
| ---- | -------------------- | ---------- | --------- |
| 1    | Jarno Widar          | Lotto DT   | 24h01'09" |
| 2    | Pablo Torres         | UAE Gen-Z  | a 52"     |
| 3    | Pau Martí            | Israel Ac. | a 58"     |
| 4    | Mathys Rondel        | Tudor U23  | s.t.      |
| 5    | Pavel Novák          | MBH Bank   | a 1'39"   |
| 6    | Léo Bisiaux          | Decathlon  | a 1'52"   |
| 7    | Florian Kajamini     | MBH Bank   | a 2'14"   |
| 8    | Mats Wenzel          | Lidl FR    | a 2'22"   |
| 9    | Alessandro Pinarello | VF Group   | a 3'28"   |
| 10   | Luke Tuckwell        | Trinity    | a 3'31"   |

### Classifica a punti - Maglia rossa
| Pos. | Corridore              | Squadra   | Punti |
| ---- | ---------------------- | --------- | ----- |
| 1    | Paul Magnier           | Soudal DT | 108   |
| 2    | Tim Torn Teutenberg    | Lidl FR   | 82    |
| 3    | Lorenzo Conforti       | VF Group  | 55    |
| 4    | Jarno Widar            | Lotto DT  | 52    |
| 5    | Steffen De Schuyteneer | Lotto DT  | 50    |

### Classifica scalatori - Maglia azzurra
| Pos. | Corridore        | Squadra    | Punti |
| ---- | ---------------- | ---------- | ----- |
| 1    | Lorenzo Nespoli  | MBH Bank   | 72    |
| 2    | Jarno Widar      | Lotto DT   | 49    |
| 3    | Florian Kajamini | MBH Bank   | 44    |
| 4    | Pietro Mattio    | Visma Devo | 40    |
| 5    | Mathys Rondel    | Tudor U23  | 22    |

### Classifica giovani - Maglia bianca
| Pos. | Corridore       | Squadra   | Tempo     |
| ---- | --------------- | --------- | --------- |
| 1    | Jarno Widar     | Lotto DT  | 24h01'09" |
| 2    | Pablo Torres    | UAE Gen-Z | a 51"     |
| 3    | Léo Bisiaux     | Decathlon | a 1'52"   |
| 4    | Milan Donie     | Lotto DT  | a 14'25"  |
| 5    | Duarte Marivoet | UAE Gen-Z | a 22'47"  |

### Classifica italiani - Maglia tricolore
| Pos. | Corridore            | Squadra   | Tempo     |
| ---- | -------------------- | --------- | --------- |
| 1    | Florian Kajamini     | MBH Bank  | 24h03'23" |
| 2    | Alessandro Pinarello | VF Group  | a 1'14"   |
| 3    | Luca Paletti         | VF Group  | a 2'28"   |
| 4    | Cesare Chesini       | Zalf      | a 4'16"   |
| 5    | Luca Bagnara         | Polti U23 | a 6'07"   |

### Classifica a squadre
| Pos. | Squadra                       | Tempo     |
| ---- | ----------------------------- | --------- |
| 1    | VF Group-Bardiani CSF-Faizanè | 72h16'35" |
| 2    | Team MBH Bank Colpack Ballan  | a 10'20"  |
| 3    | GW Erco Shimano               | a 10'32"  |
| 4    | Team Visma-Lease DT           | a 11'34"  |
| 5    | Decathlon AG2R La Mondiale DT | a 13'25"  |